# 显爪龟甲属
显爪龟甲属（学名：Chiridula）为金花虫科的一个属。

## 下属物种
本属包括以下物种：
- 绿显爪龟甲 Chiridula semenovi Weise, 1889